# Campeonato regional de Boavista
El Campeonato regional de fútbol de Boavista es una liga de fútbol de la isla de Boavista de Cabo Verde, organizada por la Asociación regional de fútbol de Boavista (ARFBV). 
El formato de competición es una liga compuesta por ocho equipos que juegan a dos rondas, donde el campeón de la competición tiene derecho a participar en el Campeonato caboverdiano de fútbol. Todos los partidos del campeonato se juegan en el estadio Municipal Arsénio Ramos.
El equipo con mayor victorias es el Académica Operária con 19 torneos, y a nivel nacional solo dos equipos han logrado proclamarse campeones, el Académica Operária y el Sport Sal Rei Club. Han sido campeones hasta cuatro equipos diferentes perteneciendo tres de ellos a Sal Rei y solo es de fuera de la ciudad, Onze Estrelas de Bofareira.

## Palmarés

### Por año[1]
| - 1977-78 : Académica Operária - 1978-79 : Académica Operária - 1981-82 : Académica Operária - 1982-83 : Académica Operária - 1984-85 : Académica Operária - 1988-89 : Académica Operária - 1990-91 : Académica Operária - 1992-93 : Académica Operária - 1993-94 : Sport Sal Rei Club - 1994-95 : Académica Operária - 1995-96 : Académica Operária | - 1996-97 : Académica Operária - 1997-98 : Sport Sal Rei Club - 1998-99 : Académica Operária - 1999-00 : Académica Operária - 2001-02 : Académica Operária - 2002-03 : Académica Operária - 2003-04 : Sport Sal Rei Club - 2004-05 : Sport Sal Rei Club - 2005-06 : Sport Sal Rei Club - 2006-07 : Sport Sal Rei Club - 2007-08 : Sport Sal Rei Club | - 2008-09 : Académica Operária - 2009-10 : Sporting Boavista - 2010-11 : Sport Sal Rei Club - 2011-12 : Académica Operária - 2012-13 : Onze Estrelas - 2013-14 : Académica Operária - 2014-15 : Académica Operária - 2015-16 : Sport Sal Rei Club - 2016-17 : Sport Sal Rei Club - 2017-18 : Sport Sal Rei Club |

### Por club
| Club               | Títulos | Años de los títulos |
| ------------------ | ------- | --- |
| Académica Operária | 19      | 1977-78, 1978-79, 1981-82, 1982-83, 1984-85, 1988-89, 1990-91, 1992-93, 1994-95, 1995-96, 1996-97, 1998-99, 1999-00, 2001-02, 2002-03, 2008-09, 2011-12, 2013-14 y 2014-15 |
| Sport Sal Rei Club | 11      | 1993-94, 1997-98, 2003-04, 2004-05, 2005-06, 2006-07, 2007-08, 2010-11, 2015-16 y 2016-17, 2017-18                                                                         |
| Sporting Boavista  | 1       | 2009-10 |
| Onze Estrelas      | 1       | 2012-13 |